# Вірна Путь (Брянська область)
Вірна Путь (рос. Верный Путь) — селище в Брянському районі Брянської області Російської Федерації.
Населення становить 57 осіб. Входить до складу муніципального утворення Снежське сільське поселення.

## Історія
Від 2005 року входить до складу муніципального утворення Снежське сільське поселення.

## Населення
| 2010 | 2013 |
| ---- | ---- |
| 56   | ↗57  |